# Eduardo Ferreira
Eduardo Soares Ferreira (Rio de Janeiro, 8 ottobre 1983) è un ex calciatore brasiliano naturalizzato equatoguineano, di ruolo difensore.

## Carriera

### Club
Comincia a giocare nelle giovanili del Corinthians. Nel 2005 passa al Primavera, con cui esordisce in prima squadra. Nel 2006 gioca per l'Anapolina. Nel 2007 gioca per il Grêmio Esportivo Anápolis. Nell'estate del 2007 si trasferisce in Sudafrica, firmando un contratto con l'Ajax Cape Town. Nel 2009 passa al Mamelodi Sundowns. Nel 2012 viene acquistato dai colombiani dell'America de Cali. Nel gennaio 2013 viene ingaggiato a parametro zero dal Ratchaburi Mitr Phol. Il 1º marzo 2013 viene ufficializzato il suo passaggio al Clube de Regatas Brasil. Il 23 luglio 2013 passa al Mpumalanga Black Aces. Il 9 gennaio 2014 viene acquistato dal Macaé. Nell'estate 2015 viene acquistato dall'Esteghal Khuzestan. Il 23 luglio 2016 viene ufficializzato il suo trasferimento al Pune City.

### Nazionale
Ha debuttato in nazionale il 16 novembre 2013, in Guinea Equatoriale-Spagna, subentrando a Viera Ellong al minuto 82'.

## Statistiche

### Presenze e reti nei club
| Stagione                 | Squadra                   | Campionato               | Campionato | Campionato | Totale   | Totale |
| Stagione                 | Squadra                   | Campionato               | Presenze   | Reti       | Presenze | Reti   |
| ------------------------ | ------------------------- | ------------------------ | ---------- | ---------- | -------- | ------ |
| 2005                     | Primavera                 | CP3                      | ?          | ?          | ?        | ?      |
| 2006                     | Primavera                 | CP3                      | ?          | ?          | ?        | ?      |
| Totale Primavera         | Totale Primavera          | Totale Primavera         | ?          | ?          | ?        | ?      |
| 2006                     | Anapolina                 | C                        | ?          | ?          | ?        | ?      |
| 2007                     | Grêmio Esportivo Anápolis | CG2                      | ?          | ?          | ?        | ?      |
| 2007-2008                | Ajax Cape Town            | PSL                      | 29         | 4          | 29       | 4      |
| 2008-2009                | Ajax Cape Town            | PSL                      | 29         | 3          | 29       | 3      |
| lug.-dic. 2009           | Ajax Cape Town            | PSL                      | 4          | 0          | 4        | 0      |
| Totale Ajax Cape Town    | Totale Ajax Cape Town     | Totale Ajax Cape Town    | 62         | 7          | 62       | 7      |
| dic. 2009-2010           | Mamelodi Sundowns         | PSL                      | 1          | 0          | 1        | 0      |
| 2010-2011                | Mamelodi Sundowns         | PSL                      | 9          | 1          | 9        | 1      |
| 2011-gen. 2012           | Mamelodi Sundowns         | PSL                      | 0          | 0          | 0        | 0      |
| Totale Mamelodi Sundowns | Totale Mamelodi Sundowns  | Totale Mamelodi Sundowns | 10         | 1          | 10       | 1      |
| 2012                     | America de Cali           | PB                       | 16         | 0          | 16       | 0      |
| gen.-mar. 2013           | Ratchaburi Mitr Phol      | TL                       | 11         | 0          | 11       | 0      |
| mar.-lug. 2013           | CRB                       | C                        | 18         | 0          | 18       | 0      |
| 2013-gen. 2014           | Mpumalanga Black Aces     | PSL                      | 6          | 0          | 6        | 0      |
| gen.-giu. 2014           | Macaé                     | C                        | 21         | 1          | 21       | 1      |
| 2014-2015                | Rah Ahan                  | PGPL                     | 0          | 0          | 0        | 0      |
| 2015-2016                | Esteghlal Khuzestan       | PGPL                     | 11         | 0          | 11       | 0      |
| 2016                     | Pune City                 | ISL                      | 11         | 1          | 11       | 1      |
| Totale carriera          | Totale carriera           | Totale carriera          | 166+       | 10+        | 166+     | 10+    |

### Cronologia presenze e reti in nazionale
| Cronologia completa delle presenze e delle reti in nazionale ― Guinea Equatoriale | Cronologia completa delle presenze e delle reti in nazionale ― Guinea Equatoriale | Cronologia completa delle presenze e delle reti in nazionale ― Guinea Equatoriale | Cronologia completa delle presenze e delle reti in nazionale ― Guinea Equatoriale | Cronologia completa delle presenze e delle reti in nazionale ― Guinea Equatoriale | Cronologia completa delle presenze e delle reti in nazionale ― Guinea Equatoriale | Cronologia completa delle presenze e delle reti in nazionale ― Guinea Equatoriale | Cronologia completa delle presenze e delle reti in nazionale ― Guinea Equatoriale |
| Data                                                                              | Città                                                                             | In casa                                                                           | Risultato                                                                         | Ospiti                                                                            | Competizione                                                                      | Reti                                                                              | Note                                                                              |
| --------------------------------------------------------------------------------- | --------------------------------------------------------------------------------- | --------------------------------------------------------------------------------- | --------------------------------------------------------------------------------- | --------------------------------------------------------------------------------- | --------------------------------------------------------------------------------- | --------------------------------------------------------------------------------- | --------------------------------------------------------------------------------- |
| 16-11-2013                                                                        | Malabo                                                                            | Guinea Equatoriale                                                                | 1 – 2                                                                             | Spagna                                                                            | Amichevole                                                                        | -                                                                                 | 82’                                                                               |
| Totale                                                                            |                                                                                   | Presenze                                                                          | 1                                                                                 |                                                                                   | Reti                                                                              | 0                                                                                 |                                                                                   |

## Palmarès

### Club

#### Competizioni nazionali
- Categoría Primera B: 1

América de Cali: 2012